# Fujiwara no Tadahira
Fujiwara no Tadahira (藤原 忠平 (Đằng Nguyên Trung Bình) 880 – 9 tháng 9 năm 949)  là một chính khách, cận thần và chính trị gia Nhật Bản trong thời kỳ Heian.  Ông còn được biết đến với thụy hiệu Trinh Tín Công (貞信公) hoặc biệt danh Tiểu Nhất Điều Điện (小一条殿) hoặc Tiểu Nhất Điều Thái Chính Đại Thần (小一条太政大臣).

## Sự nghiệp
Tadahira là một kuge (quý tộc Nhật Bản), người có công viết và xuất bản Engishiki.  Ông là một trong những tác giả chính chịu trách nhiệm xây dựng bộ luật hợp pháp của Nhật Bản được gọi là Sandai-kyaku-shiki, đôi khi được gọi là Quy tắc và Quy định ba đời.
Tadahira từng là nhiếp chính dưới thời Thiên hoàng Suzaku,  trị vì từ năm 930 đến 946.
- 17 tháng 11, 914 (Engi 14, 25 ngày của tháng 8): đại nạp ngôn Tadahira được phong làm  hữu đại thần.[3]
- Ngày 16 tháng 10 năm 930 (Enchō 8, ngày 22 tháng 9): Tadahira được bổ nhiệm sesshō.
- Ngày 7 tháng 9 năm 936 (Jōhei 6, ngày 19 tháng 8): Ông đảm nhận vai trò của daijō-daijin.[4]
- Ngày 16 tháng 2 năm 937 (Jōhei 7, ngày 4 tháng 1): Ông chủ trì lễ đón tuổi của Hoàng đế Suzaku.[4]
- Ngày 29 tháng 11 năm 941 (Tengyō 4, ngày 8 tháng 11):Ông trở thành kampaku.[1]

## Phả hệ
Thành viên của tộc Fujiwara là con trai của Mototsune.  Anh em của Tadahira là Fujiwara no Tokihira và Fujiwara no Nakahira. Thiên hoàng Murakami là cháu trai của Tadahira.
Tadahira tiếp quản người đứng đầu chi nhánh Hokke của tộc Fujiwara vào năm 909 khi anh trai Tokihira qua đời.

### Vợ và con cháu
Ông đã kết hôn với Minamoto no Junshi (順子), con gái của Thiên hoàng Kōkō.
Họ đã có một đứa con trai.
- Fujiwara no Saneyori, còn được gọi là Ononomiya Dono (宮殿[liên kết hỏng]).[6]  - Kampaku cho Thiên hoàng Reizei (967 -969) và Sesshou cho Thiên hoàng En'yū(969 -970)

Ông cũng đã kết hôn với Monamoto no Shōshi (昭), con gái của Minamoto no Yoshiari.
Họ đã có một vài đứa con.
- Fujiwara no Morosuke [7] - Hữu đại thần từ 947 -960, ông ngoại của Thiên hoàng Reizei và Thiên hoàng En'yū
- Moroyasu (師 保) - nhà sư
- Morouji (氏) (913 -970) - Đại nạp ngôn từ969 -970
- Morotada (尹) (920 -969) - Sadaijin 969

Mẹ của con gái không rõ.  (Có thể là Junshi hoặc Shōshi.)
- Kishi (貴子) (904 -962) - phối ngẫu của Thái tử Yasuakira
- Kanshi (寛 子) (906 -945) - phối ngẫu của Hoàng tử  Shigeakira

## Tác phẩm được chọn
Trong một tổng quan thống kê bắt nguồn từ các bài viết của và về Fujiwara no Tadahiro, OCLC / WorldCat bao gồm khoảng 9 tác phẩm trong 13 ấn phẩm bằng 2 ngôn ngữ và 201 thư viện.
- 延 喜 式 (1723) [9]
- 延 喜 式 (1828)
- Teishinkōki: Năm 939 trong Tạp chí Nhiếp chính Fujiwara no Tadahira (1956)

## Danh dự
- Hạng nhất cao cấp (ngày 13 tháng 9 năm 949; truy tặng)